# Deesha Philyaw
Deesha Philyaw (* 1970 oder 1971 in Jacksonville, Florida) ist eine US-amerikanische Autorin.

## Leben
Deesha Philyaw wuchs als Einzelkind auf. Sie hat vier Halbgeschwister. Bis zum Wechsel auf das College besuchte sie regelmäßig den Sonntagsgottesdienst in ihrer Heimatstadt Jacksonville. Sie studierte Wirtschaftswissenschaft an der Yale University, die sie 1993 mit einem Bachelor-Abschluss verließ. Während ihres Studiums lernte die Afroamerikanerin ihren späteren Ehemann kennen. Nach der Heirat lebte das Paar in New York und Connecticut, ehe 1997 ein Umzug nach Pittsburgh folgte.
Parallel zu ihrer Arbeit als Autorin verdiente sie sich ihren Lebensunterhalt auch als Schreibcoach. 2019 gründete sie den „Pittsburgh Writers Workshop“.
Deesha Philyaw ließ sich 2006 von ihrem Ehemann Michael („Mike“) D. Thomas, einem Bankdirektor, scheiden. Sie lebt heute mit ihren beiden Töchtern in Wilkinsburg (Pittsburgh).

## Wirken
Philyaw veröffentlichte 2013 mit ihrem Ex-Ehemann Michael D. Thomas das Sachbuch Co-Parenting 101: Helping Your Kids Thrive In Two Households After Divorce. Es basiert auf dem gleichnamigen Weblog, auf dem beide Tipps für geschiedene oder getrennte Eltern gaben, ihre gemeinsamen Kinder zu erziehen. Daneben schrieb Philyaw weitere Texte als freie Mitarbeiterin über Themen wie Ethnie, Gender, Kindererziehung und kulturelle Themen. Diese wurden eigenen Angaben zufolge in renommierten Medien wie u. a. The New York Times, The Washington Post, McSweeney’s, The Rumpus, Apogee Journal, Catapult, Electric Literature, Harvard Review, The Undefeated (Website von ESPN), Baltimore Review, Ebony und Bitch veröffentlicht. Ebenfalls erschien unter dem Titel So S/He Had An Affair: Writing to Keep From Losing Your Sh*t im Selbstverlag ein gemeinsam mit Magda Pecsenye veröffentlichter Beziehungsratgeber.
Größere nationale Bekanntheit als Schriftstellerin brachte Philyaw im September 2020 die Veröffentlichung ihrer ersten Anthologie The Secret Lives of Church Ladies ein, die im Hochschulverlag West Virginia University Press erschien. Die darin enthaltenen neun Kurzgeschichten stellen die geheimen Sehnsüchte und Liebesbedürfnisse afroamerikanischer Kirchgängerinnen über vier Generationen hinweg in den Mittelpunkt. Vier davon waren zuvor in Kleinstverlagen und Literaturzeitschriften erschienen. Philyaws Agentin bemerkte die Ähnlichkeit der darin enthaltenen Themen und schlug ihr eine Anthologie über afroamerikanische Frauen, Sex und Kirche vor. Zuvor hatte sie sich erfolglos an Romanprojekten ebenfalls zum Thema Afroamerikanerinnen und Kirche versucht.
Philyaw ließ sich bei The Secret Lives of Church Ladies durch Besuche von Gottesdiensten bei den Baptisten, der Church of God in Christ, den African Methodist Episcopalians, den Missionary Baptists und der Pfingstbewegung inspirieren. Die Texte Dear Sister und When Eddie Levert Comes sind zum Teil autobiografisch geprägt. Die Kurzgeschichtensammlung erhielt Lob seitens der US-amerikanischen Literaturkritik und brachte Philyaw eine Shortlist-Nominierung für den National Book Award ein. Aufgrund der COVID-19-Pandemie veranstaltete sie virtuelle Lesereisen u. a. via Zoom, um für The Secret Lives of Church Ladies zu werben. 2020 erhielt Philyaw für The Secret Lives of Church Ladies den Los Angeles Times Book Prize für das beste Erstlingswerk, 2021 den The Story Prize und den PEN/Faulkner Award.

## Werke
- Mit Michael D. Thomas: Co-Parenting 101: Helping Your Kids Thrive in Two Households After Divorce. Oakland, CA : New Harbinger Publications, 2013. – ISBN 978-1-60882-463-2.
- Mit Magda Pecsenye: So S/He Had An Affair: Writing to Keep From Losing Your Sh*t. Createspace Independent Publishing Platform, 2014. – ISBN 9781505286656.
- The Secret Lives of Church Ladies. Morgantown: West Virginia University Press, 2020. – ISBN 978-1949199734.
  - deutsch: Church Ladies: Erzählungen. Übersetzt von Elke Link und Sabine Roth. Cadolzburg: ars vivendi Verlag, 2022. ISBN 978-3-7472-0350-7